# أولاد عابد (مسلسل)
أولاد عابد هو مسلسل مصري من تأليف سماح الحريري وإخراج أكرم فريد وبطولة رياض الخولي، محسن محيي الدين، أيتن عامر، إيهاب فهمي، ومي الغيطي. عرض المسلسل على إم بي سي 1 وإم بي سي مصر وإم بي سي العراق ومنصة شاهد في 15 يناير 2023.

## قصة المسلسل
تدور الأحداث في منزل عابد المصري، وهو أحد أغنى رجال الأعمال في مصر، حيث يقع صراع جشع على المال والثروة، وتسبب المنافسة الشديدة تشتتًا بين أفراد العائلة.

## طاقم التمثيل
- رياض الخولي (عابد المصري)
- أيتن عامر (هيام)
- محسن محيي الدين (أدهم)
- مي الغيطي (هبة)
- إيهاب فهمي (رياض)
- انتصار (جميلة)
- مصطفى غريب (سيد)
- لطفي لبيب
- تاتيانا
- نادين
- جمال عبد الناصر
- سامية الطرابلسي